# Proclossiana helmina
Proclossiana helmina är en fjärilsart som beskrevs av Hans Fruhstorfer 1922. Proclossiana helmina ingår i släktet Proclossiana och familjen praktfjärilar. Inga underarter finns listade i Catalogue of Life.